# 3 ragazzi ninja
3 ragazzi ninja (3 Ninjas), talvolta noto in Italia come S.O.S - Guai in vista!, è un film del 1992 diretto da Jon Turteltaub. È il primo dei quattro film della serie dei 3 Ninjas, avente come protagonisti tre giovani fratelli dediti allo studio delle arti marziali.
Il film ha avuto tre seguiti.

## Trama
Samuel Jr., Jeffrey e Michael sono i tre figli dell'agente FBI Sam Douglas. Trascorrono tutte le estati nel ranch del saggio nonno materno giapponese Mori e qui imparano le arti marziali. Proprio durante l'addestramento il nonno assegna loro i nomi Ninja. Samuel prenderà il nome di Rocky per via del suo carattere deciso e sicuro, Jeffrey si chiamerà Colt a causa della sua velocità e Michael si chiamerà Tum Tum per via del fatto che mangia di tutto e la sua pancia risuona come un tamburo.
Sam Douglas cerca di catturare un pericoloso e malvagio criminale internazionale di nome Hugo Snyder, che in passato è stato allievo e socio in affari di Mori ma con cui è venuto a lite a causa dell'uso che i due intendevano fare delle loro scuole di arti marziali. Dopo la lite Mori si ritirò nel ranch mentre Snyder usò gli adepti del dojo per mettere in piedi un'organizzazione criminale.
Snyder attacca la fattoria di Mori nella speranza che questi sentendosi minacciato acconsenta a cercare di tenere Sam Douglas fuori dalle indagini sulle operazioni criminose ma l'avvertimento non va a buon fine, complice la caparbietà del nonno e l'abilità nelle arti marziali dei tre ragazzi che riescono a sconfiggere il drappello inviato da Snyder. Snyder parla con Mori che gli dice di non avere nessuna intenzione di aiutarlo, tuttavia i tre ragazzi non conoscono Snyder e non riescono a sentire i loro discorsi e quindi credono che i due siano soltanto vecchi amici. Mori inizia a pedinare Snyder e scopre che la sua base è su una nave ormeggiata nel porto.
Snyder decide allora di ricorrere all'arma del ricatto e incarica tre teppistelli di rapire i tre figli di Sam Douglas. Una sera i tre ragazzi rimangono soli a casa e frugando tra le cose del padre scoprono che il criminale tanto ricercato è l'uomo che è venuto a trovare Mori nella fattoria tra i boschi, i tre fratelli credono quindi che il nonno sia complice di Snyder. Proprio quella sera i tre teppisti entrano in casa di Douglas e cercano di rapire i ragazzi che però riescono a difendersi grazie alla loro conoscenza delle arti marziali. Il braccio destro di Snyder decide di intervenire di persona recandosi sul luogo e portando via i ragazzi.
Tornato a casa Sam scopre che i figli sono stati rapiti, sul luogo si reca anche il nonno in tenuta Ninja che promette alla figlia che le riporterà i suoi figli. Mori si introduce nella nave di Snyder e cerca di portare via i ragazzi dalle grinfie di Snyder, contemporaneamente i ragazzi riescono ad evadere dalla loro cella e cercano di fuggire dalla nave. Quando i ragazzi incontrano nuovamente il nonno inizialmente non si fidano ma poi capiscono che è dalla loro parte.
Nel finale Mori e i ragazzi vengono circondati e Snyder sfida il suo vecchio maestro a duello. Nonostante le scorrettezze di Snyder il nonno vince con uno stratagemma e tutta l'organizzazione viene sgominata e arrestata dal tempestivo intervento di Sam Douglas e delle forze dell'FBI.

## Sequel
Il film ha avuto tre seguiti: I nuovi mini ninja (1994), Tre piccole pesti (1995) e Lo stile del dragone (1998).